# Helene Aronheim

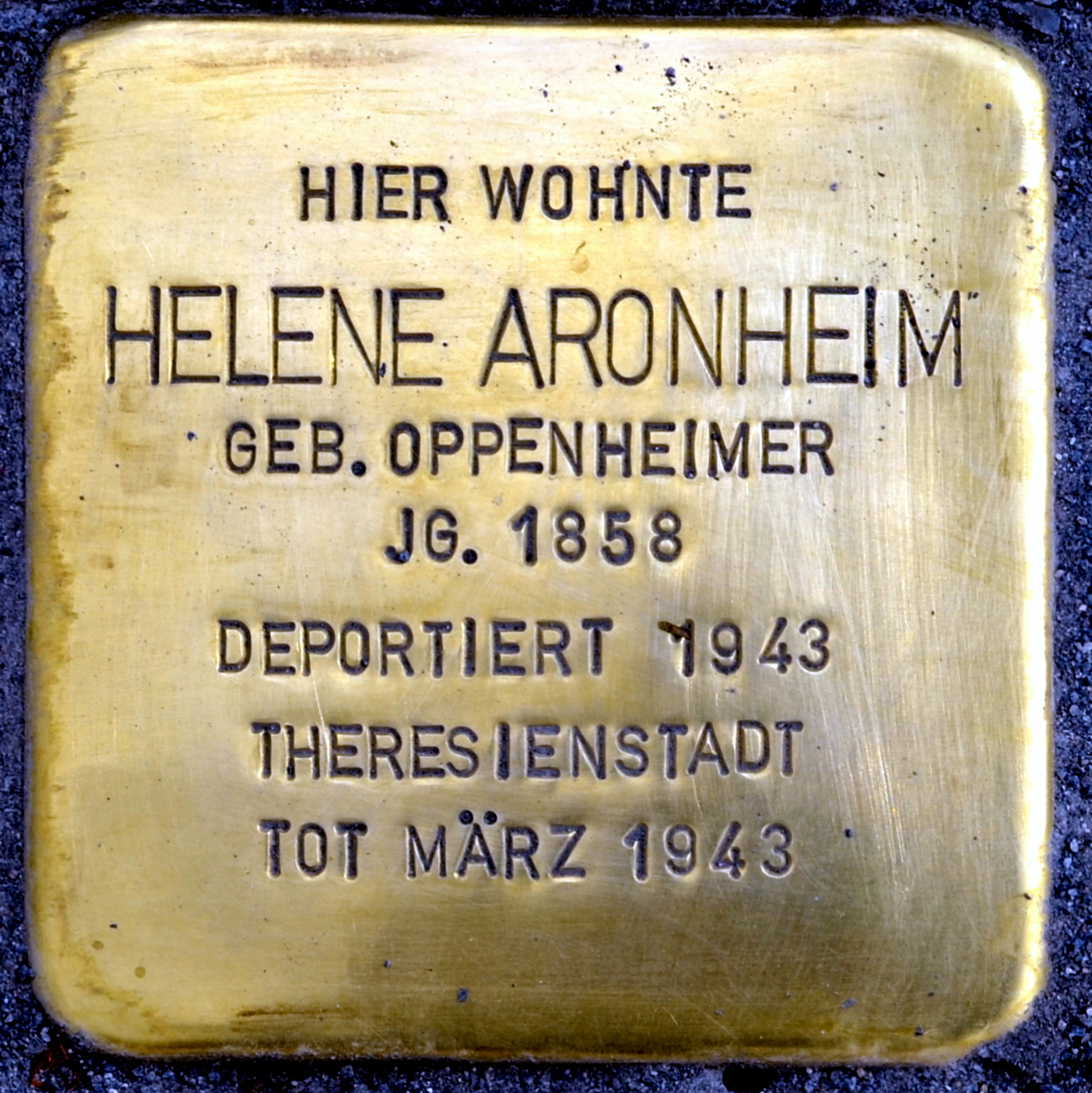
Stolperstein für Helene Aronheim. Verlegt im Mai 2013 vor ihrem letzten Wohnsitz Inselwall 4.

Michaele Helene Aronheim, geb. Oppenheimer, auch Michele (geboren am 20. April 1858 in Braunschweig; gestorben Ende März 1943 im Ghetto Theresienstadt) war eine deutsche Wohltäterin jüdischen Glaubens, die von den Nationalsozialisten in einem KZ ermordet wurde.

## Leben

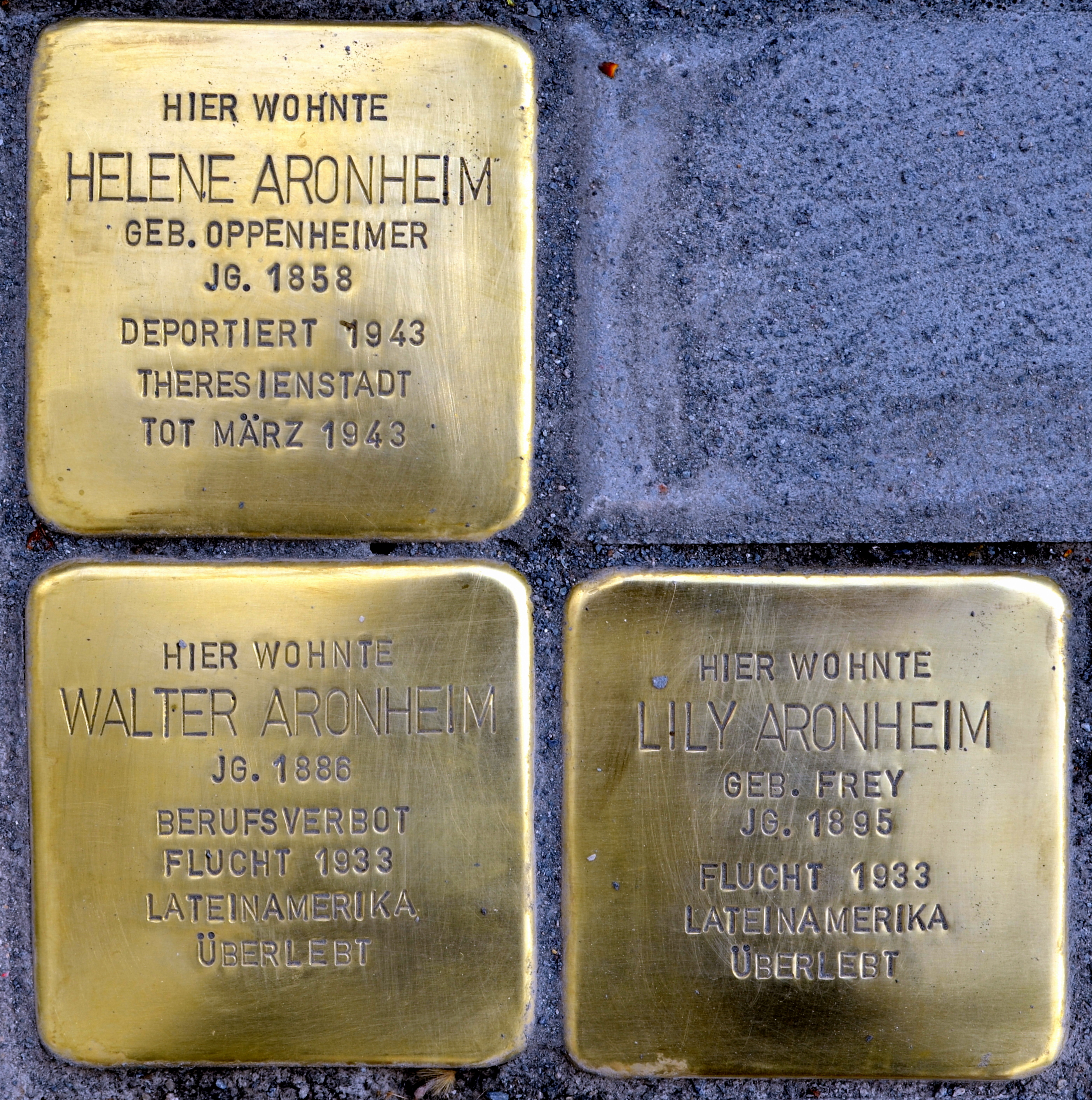
Weitere Stolpersteine für Helene Aronheims Sohn Walter (1886–1950) und dessen 2. Ehefrau Lily (1895–1971), geb. Frey, denen die Flucht nach Mittelamerika gelang.

Helene Aronheim war eine der fünf Töchter des Bankiers Albert Oppenheimer (1814–1897) und dessen Ehefrau Rosalie, geb. Levin (1824–1911). Sie heiratete den Rechtsanwalt und Unternehmer Max Aronheim, Sohn des Juristen und Politikers Adolf Aronheim und damit in eine der ältesten Anwaltsfamilien Deutschlands ein. Mit Max Aronheim hatte sie vier Kinder:
Hedwig (1878–1945), verh. Helle. Hedwig war Konvertitin und mit dem Christen Karl Helle, Inhaber der Firma „v. Dollfs und Helle“ verheiratet. Kurz vor ihrer Deportation in ein KZ beging sie am 19. Februar 1945 Suizid in ihrer Wohnung Rosental 10. Das zweite Kind war Adolf (1881–1943). Er war, wie seine Schwester Hedwig, Konvertit. Als Ingenieur und Soldat nahm er am Ersten Weltkrieg teil. 1915 wurde er an der Ostfront schwer verwundet. Er war Inhaber des Eisernen Kreuzes II. Klasse, des Braunschweigischen Kriegsverdienstkreuzes und des Ehrenkreuzes für Frontkämpfer. Er war mit der Christin Ida, geb. Miehe, verheiratet. 1938 wurde er kurzzeitig im KZ Buchenwald inhaftiert. Adolf Aronheim wohnte, wie seine Mutter, Inselwall 4. Kurz vor seiner Deportation vergiftete er sich am 4. Mai 1943 und wurde auf dem evangelischen Hauptfriedhof Braunschweig bestattet. Das dritte Kind war Walter (1886–1950). Nach dem Abitur am Martino-Katharineum studierte er wie sein Vater und sein Großvater vor ihm Jura. Er arbeitete als Rechtsanwalt und Notar, lebte nach 1933 in Berlin, flüchtete dann aber zusammen mit seiner Frau Lily (1895–1971), geb. Frey, nach Mittelamerika und starb 1950 in Guatemala. Das jüngste Kind hieß Gertrud, verh. Lotz (1893).
Nachdem Helene Aronheims Ehemann bereits 1905 verstorben war, engagierte sie sich während des Ersten Weltkrieges sehr stark im Nationalen Frauendienst, wofür ihr das Kriegsverdienstkreuz für Frauen des Herzogtums Braunschweig verliehen wurde.
Bis zu ihrer Deportation am 16. März 1943 in das Ghetto Theresienstadt wohnte sie in ihrem Haus Inselwall 4. Das Gebäude wurde später im Krieg durch Bombentreffer zerstört. Im Mai 2013 wurde vor ihrem letzten Wohnsitz am Inselwall 4 je ein Stolperstein für Helene, Walter, Lily und Adolf Aronheim verlegt sowie unweit davon vor dem Haus Rosental 10 für Hedwig Aronheim.